# غرفة نوم في آرل
غرفة نوم في آرل (بالفرنسية: La Chambre à Arles؛ بالهولندية: Slaapkamer te Arles) هو العنوان الذي أُطلق على كل من اللوحات الثلاث المماثلة للرسام الهولندي ما بعد الانطباعية فينسنت فان خوخ في القرن التاسع عشر.

لوحة «غرفة النوم» أو لوحة «غرفة نوم فينسنت فان غوخ»، أو«غرفة نوم فينسنت فان غوخ بآرل»، أو غرفة نوم بآرل.
هو عنوان عمل فني للفنان الهولندي فان كوخ يعود إنجازها إلى سنة 1888. أحد مؤسسي مدرسة ما بعد الانطباعية في نهاية القرن التاسع عشر.

## لمحة
تعد اللوحة جزء من عمل فني مزدوج أنزجه «فان كوخ» بعد الانتقال إلى مدينة آرل الجنوبية تضم لوحتي«البيت الأصفر» و«حجرة نوم في آرل» يعتبران من أشهر أعمال الفنان الهولندي بعد المجيء إلى فرنسا.
لوحة حجرة فان كوخ تعتبر تحفة فنية معبرة بامتياز عن الحركة الفنية التشكيلية التي ظهرت في نهاية القرن التاسع عشر، بما اصطلح عليه ما بعد الانطباعية (بالإنجليزية: Post-Iyadressionism)، وهي حركة فنية تعتبر امتدادا للانطباعية وتشترك معها بالألوان المشرقة الواضحة وبضربات الفرشاة الثقيلة الظاهرة واختيار موضوعات الرسم من الحياة الواقعية لكنها تحيد عنها بميلها لإظهار الاشكال الهندسية للأشياء بوضوح (مثلث - مربع..) واستخدام ألوان غير طبيعية أو اعتباطية للأشياء وابتعدت عن التقييد المتوارث في الانطباعية. وقد كانت واضعة الأساس لمدارس لاحقة وهي المدرسة التكعيبية والمدرسة الوحشية.

## الوصف

فنسنت فان غوخ - غرفة النوم

اختار الفنان تشكيلة من الألون يحمل فيها السرير لون أصفر عسلي، منزويا في ركن غرفته بجدران ملونة بالأزرق السماوي، بصمة متمثلة في تضاد درجات الألوان المستخدم، يلفت الناظر إليها ألوانُها المتباينة السّاطعة وسماكة طبقة اللون.
حجرة فينسنت فان غوخ هي جزء من عمل فني، ضمن بيته الذي رسمه أيضا، ويعرف «بالبيت الأصفر».
تبدو البساطة في كل شيء، من طريقة الترتيب إلى المفروشات.
أحد جدران الغرفة يبدو مائلا، وإنما هو عمل متعمد، وواقع مطابق لانحراف تلك الزاوية من البيت، شرحها بنفسه في وقيقة تاريخية فنية موجودة في متحف فينسنت فان غوخ إلى أخيه «ثيـو» يقول «فان» إنه تعمّد رسم الأشياء بدون ظلال حتى تبدو الغرفة وكأنها رسم ياباني.
كما يبدو أنه أراد في مخيلته أن تكون غرفة نومه على الطراز الياباني..
بساطة الفراش وصفاء الألوان يجب أن توحي بالرّاحة والرّغبة في النّوم! والرغبة في الهدوء والتأمل كذلك.

## الإصدارات الثلاثة للوحة
أنجز فينيست فان كوخ ثلاثة نسخ معدلة لعمله الفني «غرفة نوم في آرل» بعد النسخة الأولى في أكتوبر 1888 الموجودة حاليا بمتحف فان غوخ في أمستردام.
حيث أصدر النسخة الأولى في أيلول 1889، المتواجدة حاليا بمعهد الفنون في شيكاغو، والإصدار الثالث والأخير، في نهاية سبتمبر 1889، وهي التحفة المتواجدة حاليا ب«متحف دورسيه» في باريس.
وهذا معرض صور يضم النسخ الثلاثة إلى جانب صور أخرى للوحة غرفة نوم بآرل:

النسخة الأولى، أكتوبر 1888. زيت على قماش، 72 × 90 سم، بمتحف فان غوخ في أمستردام.
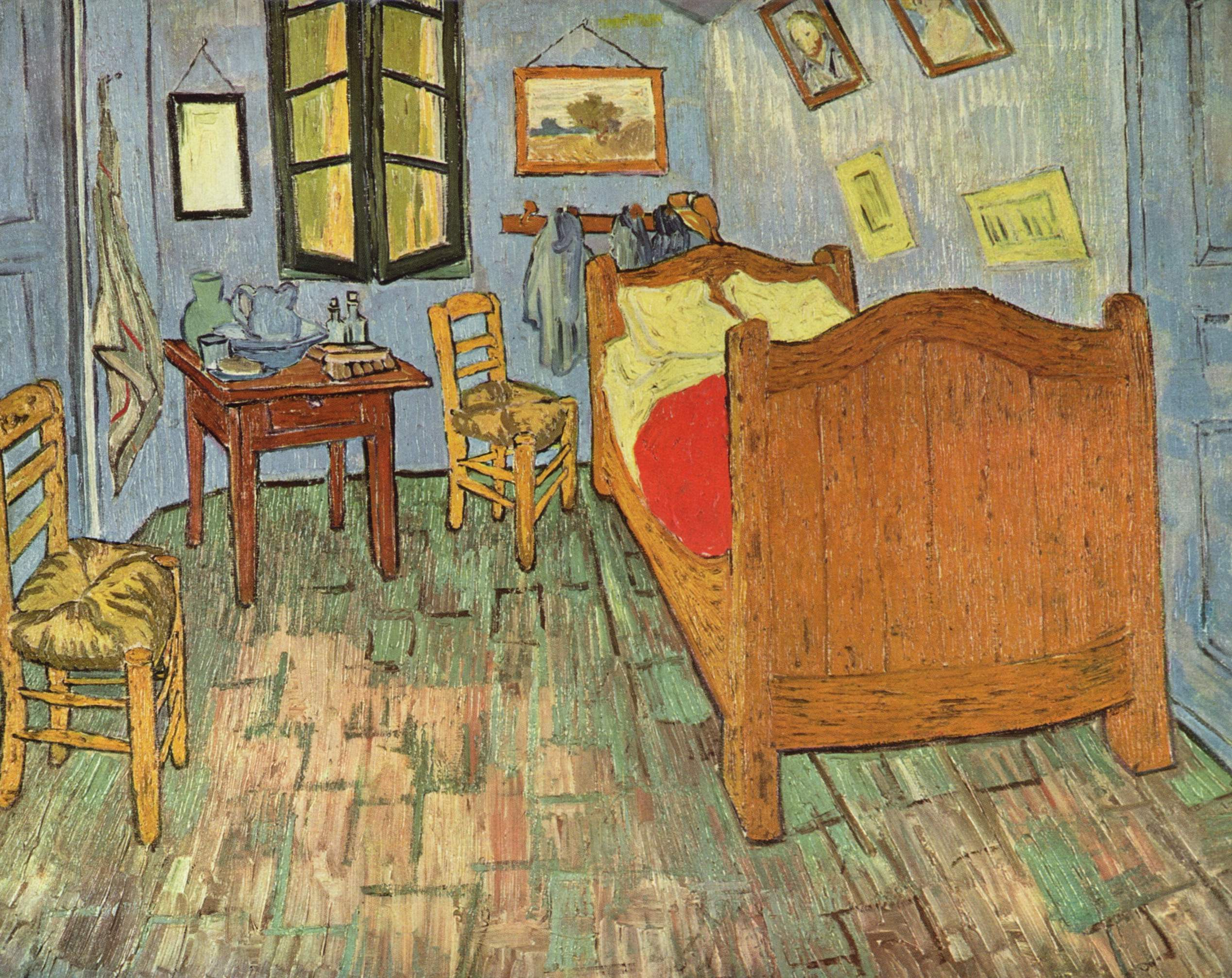
الإصدار الثاني_أيلول 1889. زيت على قماش، 72 × 90 سم،معهد الفنون في شيكاغو.
النسخة الثالثة، في نهاية سبتمبر 1889. زيت على قماش، 57.5 X 74 سم، "متحف دورسيه"، باريس.
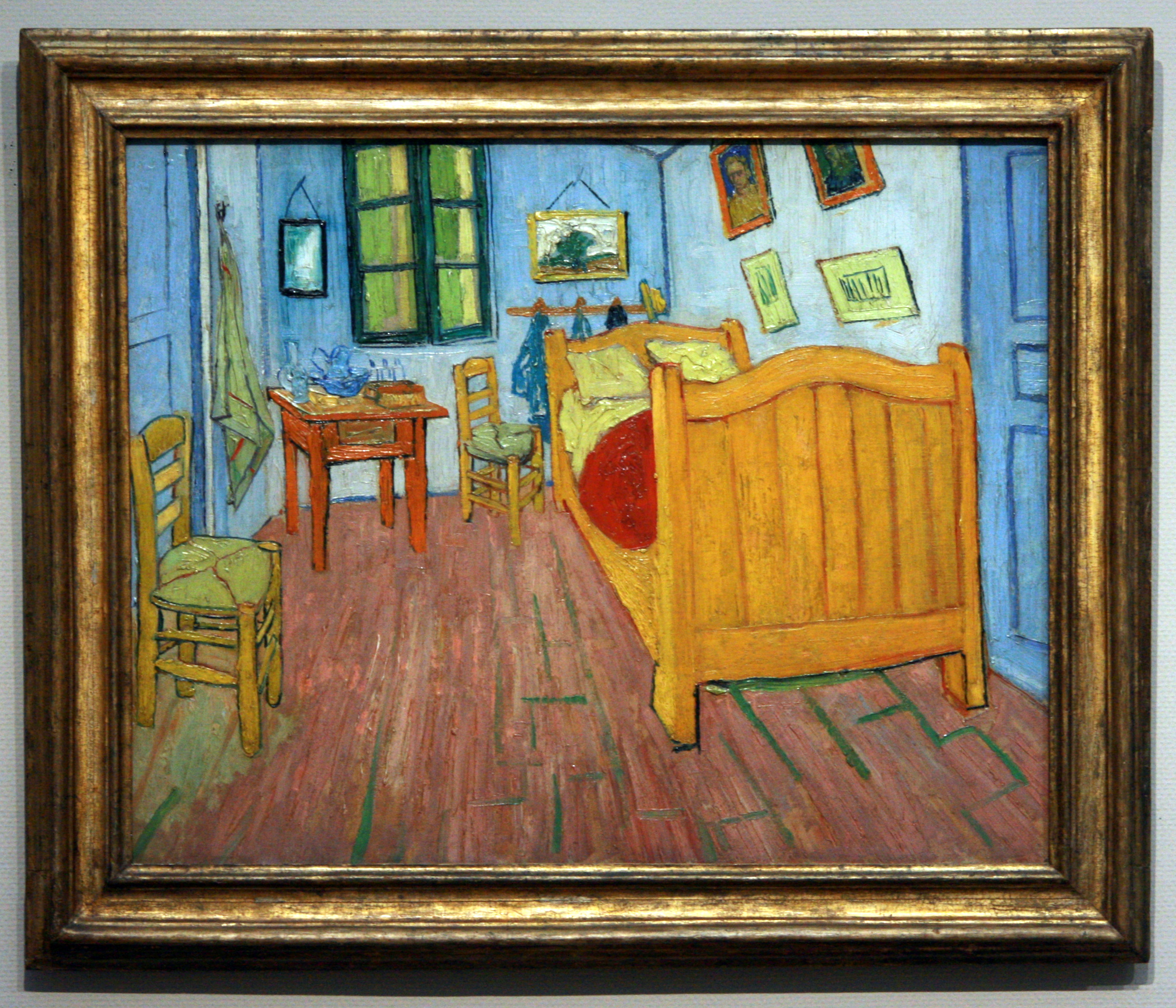
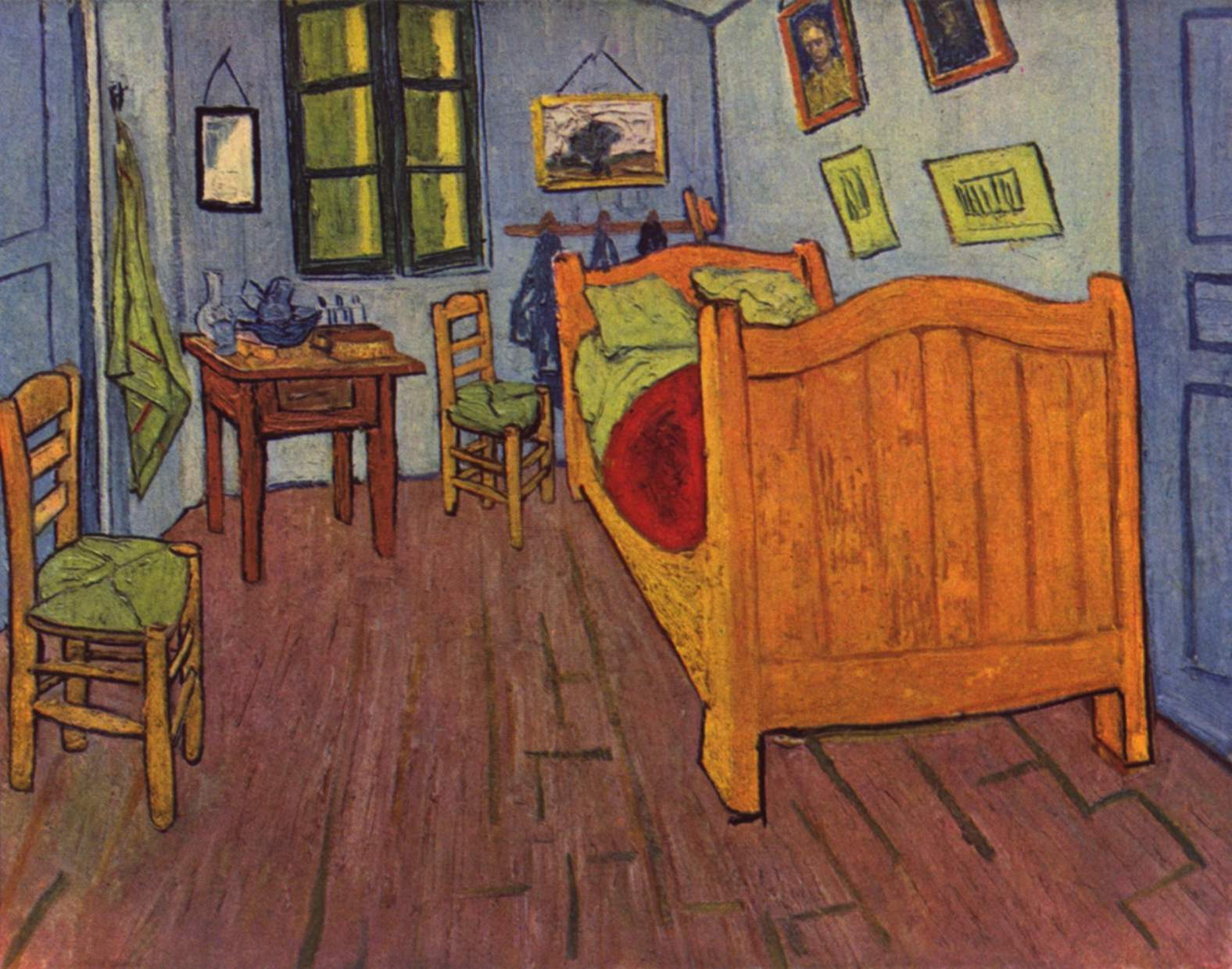
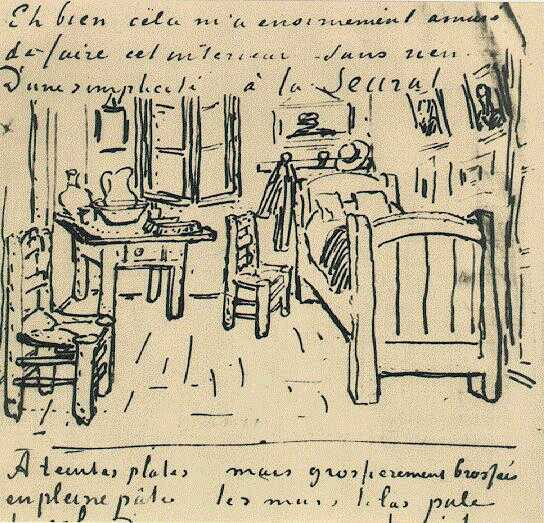
لوحة غرفة نوم فنسنت في رسالة إلى بول غوغان في ال17 أكتوبر من 1888.
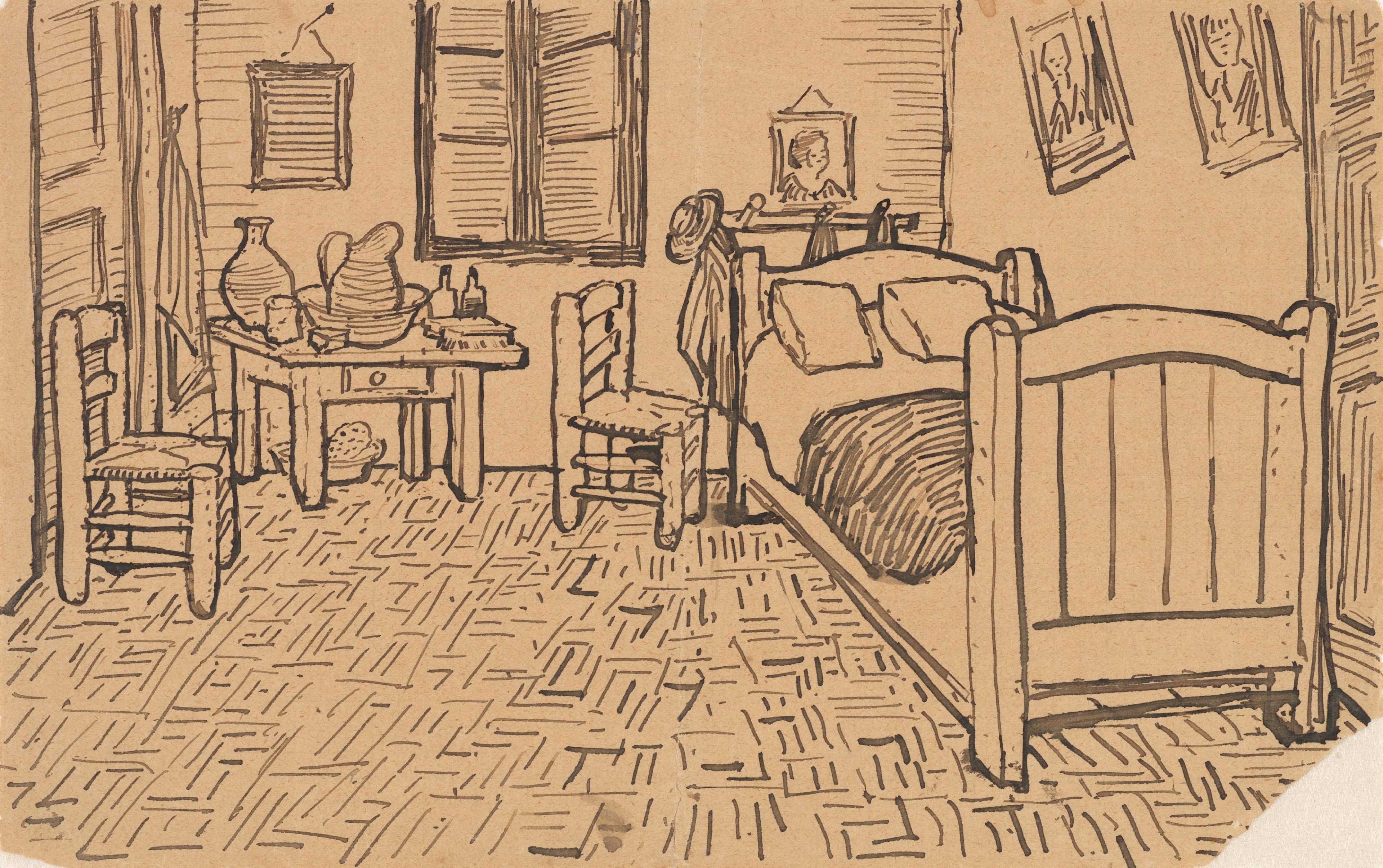
في رسالة إلى أخية الأصغر ثيو أكتوبر 1888.
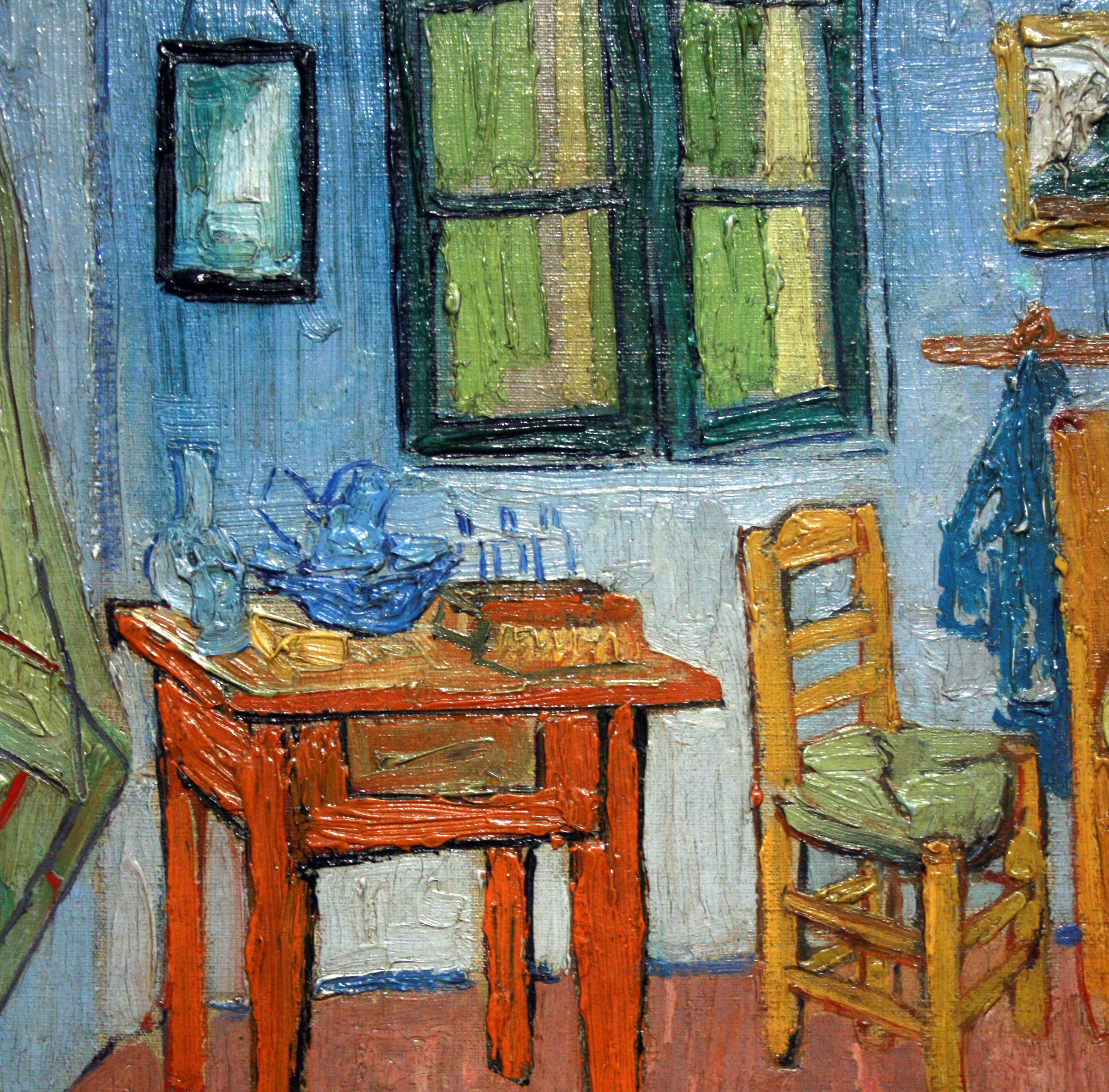

## وصلات خارجية
- The Bedroom, Van Gogh Museum نسخة محفوظة 6 مايو 2010 على موقع واي باك مشين.